# (1565) Lemaître
(1565) Lemaître – planetoida z grupy przecinających orbitę Marsa okrążająca Słońce w ciągu 3 lat i 259 dni w średniej odległości 2,39 au. Została odkryta 25 listopada 1948 roku w Observatoire Royal de Belgique w Uccle przez Sylvaina Arenda. Nazwa planetoidy pochodzi od Georges’a Lemaître’a (1894–1966), belgijskiego księdza i astronoma. Przed nadaniem nazwy planetoida nosiła oznaczenie tymczasowe (1565) 1948 WA.